# Jan Franssen

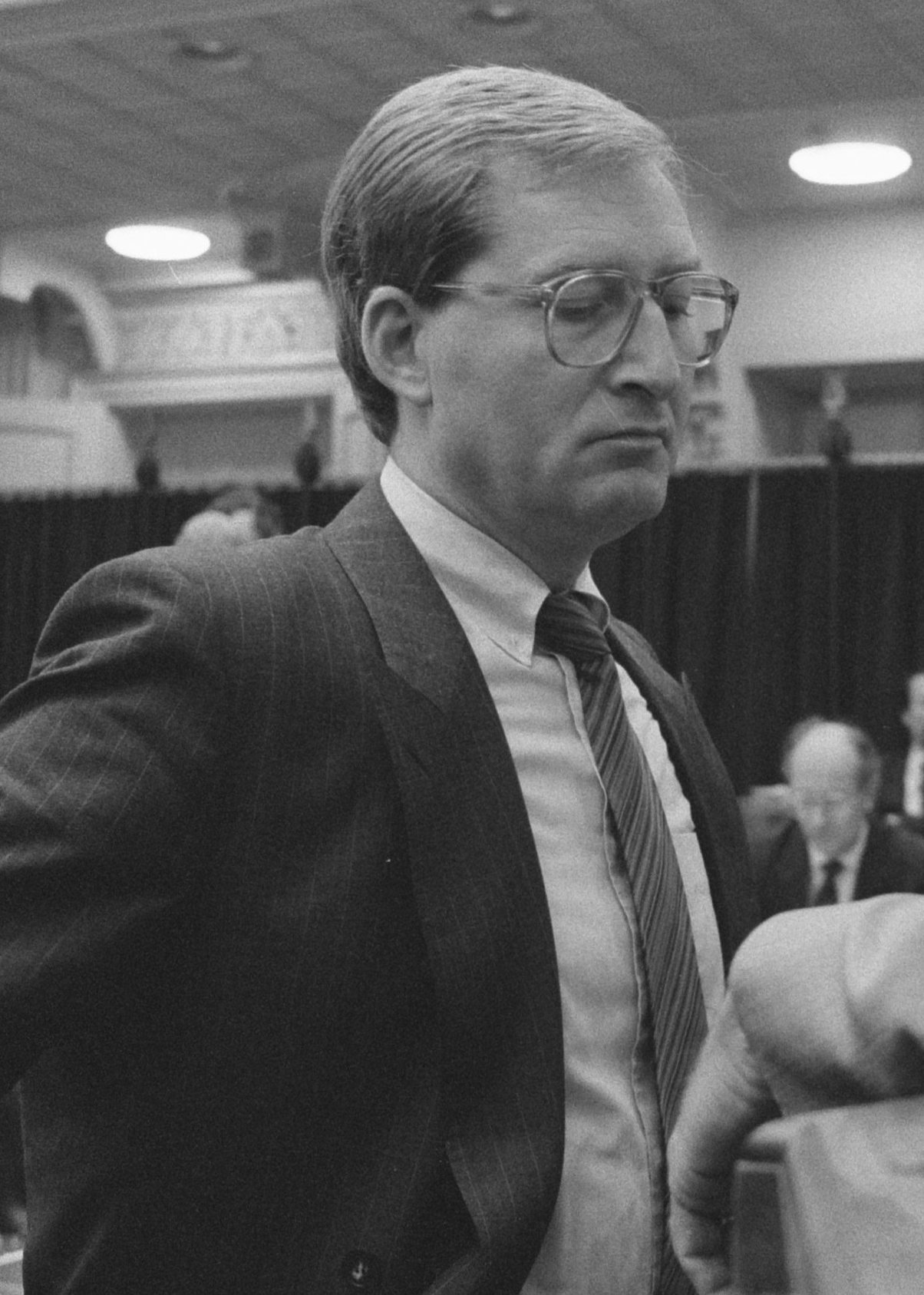
Jan Franssen (1988)

Jan Franssen (sinh ngày 11 tháng 6 năm 1951 tại Hilversum) là một chính khách người Hà Lan.
Franssen là một thành viên của VVD. Ông bắt đầu sự nghiệp chính trị của mình với tư cách là cố vấn cho Hans Wiegel, trước đây đã từng làm giáo viên lịch sử. Franssen cũng là một ủy viên hội đồng thành phố của Nederhorst den Berg, lãnh đạo quốc hội tỉnh Bắc Hà Lan và là thành viên của Hạ viện (1982–1994). Từ 1994 đến 2000 Franssen là thị trưởng của Zwolle. Cuối cùng ông được đặt tên là Ủy viên của Vua tại Nam Hà Lan vào năm 2000. Ông đã từ chức vào ngày 31 tháng 12 năm 2013. Ông đã trở thành thành viên của Hội đồng Nhà nước Hà Lan vào ngày hôm sau.
Ông là chủ tịch hiện tại của Interprovinciaal Overleg (IPO), chăm sóc lợi ích của tỉnh.
Franssen là người đồng tính công khai.
Jan Franssen là một trong ba chính khách đồng tính công khai, từng là Uỷ viên của Vua, hai người còn lại là: Clemens Cornielje và Arno Brok.